# Campioni italiani assoluti di atletica leggera indoor - 60 metri ostacoli maschili
Questa pagina raccoglie un elenco di tutti i campioni italiani dell'atletica leggera nei 60 metri ostacoli indoor, specialità introdotta nella manifestazione sin dalla sua prima edizione del 1970 e attualmente facente parte del programma dei campionati.

## Albo d'oro
| Anno | Atleta (società)                                    | Prestazione |
| ---- | --------------------------------------------------- | ----------- |
| 1970 | Sergio Liani CUS Roma                               | 7"9(m)      |
| 1971 | Sergio Liani CUS Roma                               | 8"0(m)      |
| 1972 | Marco Acerbi Gruppi Sportivi Fiamme Gialle          | 8"0(m)      |
| 1973 | Giuseppe Buttari Gruppi Sportivi Fiamme Gialle      | 7"8(m)      |
| 1974 | Charles Foster Stati Uniti                          | 7"73        |
| 1975 | Giuseppe Buttari Alco Rieti                         | 7"87        |
| 1976 | Willie Davenport Stati Uniti                        | 7"89        |
| 1977 | Gianni Ronconi Frauflex Mantova                     | 7"99        |
| 1978 | Giuseppe Buttari Iveco Torino                       | 7"97        |
| 1979 | Sergio Liani Fiat Rieti                             | 8"07        |
| 1980 | Giuseppe Buttari Fiat Iveco Torino                  | 7"89        |
| 1981 | Marco Braccini Pro Patria Pierrel Milano            | 7"98        |
| 1982 | Daniele Fontecchio Gruppo Sportivo Fiamme Oro       | 7"88        |
| 1983 | Daniele Fontecchio Gruppo Sportivo Fiamme Oro       | 7"94        |
| 1984 | Daniele Fontecchio Gruppo Sportivo Fiamme Oro       | 7"87        |
| 1985 | Daniele Fontecchio Gruppo Sportivo Fiamme Oro       | 7"81        |
| 1986 | Luigi Bertocchi Gruppi Sportivi Fiamme Gialle       | 7"89        |
| 1987 | Luigi Bertocchi Gruppi Sportivi Fiamme Gialle       | 7"80        |
| 1988 | Gianni Tozzi Gruppo Sportivo Fiamme Oro             | 7"39        |
| 1989 | Gianni Tozzi Gruppo Sportivo Forestale              | 7"82        |
| 1990 | Marco Todeschini Gruppo Sportivo Fiamme Oro         | 7"85        |
| 1991 | Laurent Ottoz Gruppi Sportivi Fiamme Gialle         | 7"81        |
| 1992 | Marco Todeschini Gruppo Sportivo Fiamme Oro         | 7"86        |
| 1993 | Laurent Ottoz Gruppi Sportivi Fiamme Gialle         | 7"77        |
| 1994 | Laurent Ottoz Gruppi Sportivi Fiamme Gialle         | 7"65        |
| 1995 | Andrea Putignani Gruppo Sportivo Fiamme Azzurre     | 7"81        |
| 1996 | Mauro Rossi Gruppi Sportivi Fiamme Gialle           | 7"87        |
| 1997 | Mauro Rossi Gruppi Sportivi Fiamme Gialle           | 7"66        |
| 1998 | Mauro Rossi Gruppi Sportivi Fiamme Gialle           | 7"67        |
| 1999 | Emiliano Pizzoli Centro Sportivo Carabinieri        | 7"69        |
| 2000 | Emiliano Pizzoli Centro Sportivo Carabinieri        | 7"72        |
| 2001 | Emiliano Pizzoli Centro Sportivo Carabinieri        | 7"68        |
| 2002 | Luca Giovannelli Gruppo Sportivo Fiamme Oro         | 7"84        |
| 2003 | Emiliano Pizzoli Centro Sportivo Carabinieri        | 7"87        |
| 2004 | Emiliano Pizzoli Centro Sportivo Carabinieri        | 7"88        |
| 2005 | Andrea Giaconi Gruppi Sportivi Fiamme Gialle        | 7"77        |
| 2006 | Andrea Giaconi Gruppi Sportivi Fiamme Gialle        | 7"79        |
| 2007 | Emiliano Pizzoli Centro Sportivo Carabinieri        | 7"88        |
| 2008 | Emanuele Abate Gruppo Sportivo Fiamme Oro           | 7"89        |
| 2009 | Emanuele Abate Gruppo Sportivo Fiamme Oro           | 7"83        |
| 2010 | John Mark Nalocca Centro Sportivo Carabinieri       | 7"93        |
| 2011 | Emanuele Abate Gruppo Sportivo Fiamme Oro           | 7"83        |
| 2012 | Paolo Dal Molin Athletic Club 96                    | 7"75        |
| 2013 | Stefano Tedesco Gruppi Sportivi Fiamme Gialle       | 7"87        |
| 2014 | Paolo Dal Molin Gruppo Sportivo Fiamme Oro          | 7"60        |
| 2015 | Hassane Fofana Gruppo Sportivo Fiamme Oro           | 7"80        |
| 2016 | Lorenzo Perini Centro Sportivo Aeronautica Militare | 7"76        |
| 2017 | Hassane Fofana Gruppo Sportivo Fiamme Oro           | 7"73        |
| 2018 | Hassane Fofana Gruppo Sportivo Fiamme Oro           | 7"66        |
| 2019 | Lorenzo Perini Centro Sportivo Aeronautica Militare | 7"75        |
| 2020 | Lorenzo Perini Centro Sportivo Aeronautica Militare | 7"72        |
| 2021 | Franck Koua CUS Pro Patria Milano                   | 7"78        |
| 2022 | Paolo Dal Molin Gruppo Sportivo Fiamme Oro          | 7"62        |
| 2023 | Lorenzo Simonelli Centro Sportivo Esercito          | 7"66        |
| 2024 | Lorenzo Simonelli Centro Sportivo Esercito          | 7"48        |